# SMPTe
SMPTe ist das Debütalbum der Progressive-Rock-Supergroup Transatlantic. Es erschien im Jahr 2000 bei InsideOut Music. Der Titel ist ursprünglich die Abkürzung für Society of Motion Picture and Television Engineers, steht hier jedoch für die Bandmitglieder Stolt, Morse, Portnoy, Trewavas.

## Entstehung und Veröffentlichung
Bald nach der Gründung der Band gingen Neal Morse, Roine Stolt, Pete Trewavas und Mike Portnoy mit ersten Ideen ins Millbrook Studio in New York, die dort ausgearbeitet und aufgenommen wurden. SMPTe wurde von Rich Mouser abgemischt und von Vlado Meller gemastert. Es erschien auch eine limitierte Auflage mit Bonus-CD. Der Veröffentlichung folgte eine kurze USA-Tour und ein Livealbum. Eine alternative Abmischung des Albums von Roine Stolt erschien 2003 als SMPT:e As Mixed By Roine Stolt 1999.

## Titelliste und Stil
1. All of the Above – 30:59
  1. Full Moon Rising
  2. October Winds
  3. Camouflaged in Blue
  4. Half Alive
  5. Undying Love
  6. Full Moon Reprise
2. We All Need Some Light – 5:45
3. Mystery Train – 6:52
4. My New World – 16:16
5. In Held (’Twas) in I – 17:21 (Procol-Harum-Cover vom Album Shine On Brightly)

Bonus-CD
1. My New World (Alternate Take) – 7:40
2. We All Need Some Light (Alternate Mix) – 8:41
3. Honky Tonk Woman (Studio Jam) – 5:40
4. Oh Darlin’ (Studio Jam) – 1:54
5. My Cruel World (Original Demo) – 2:30

Transatlantic spielen auf SMPTe abwechslungsreichen Retro-Prog, der sich an Vorbildern wie Yes, Genesis und The Beatles orientiert. Der Stil der Hauptkomponisten Neal Morse und Roine Stolt (beziehungsweise ihrer Bands Spock’s Beard und The Flower Kings) ist jedoch deutlich erkennbar.

## Rezeption
Die Presse reagierte überwiegend positiv auf das Album. Andreas Pläschke von den Babyblauen Seiten findet den ersten Longtrack zwar „zu lang, oder zu wenig durchkomponiert für diese Länge“ und Nik Brükner kritisiert SMPTe als „ziemlich uneinheitlich“, Jörg Schumann hält das Album jedoch für „eines der stärksten des Jahres 2000“. Michael Rensen vom Rock Hard urteilt: „Da wird nach Herzenslust gefrickelt, der Takt gewechselt, das Tempo variiert, und doch bleiben genügend hochmelodische, straighte Parts, um den Hörer nie zu überfordern.“